# Юльянув (Рицький повіт)
Юльянув (пол. Julianów) — село в Польщі, у гміні Клочев Рицького повіту Люблінського воєводства.
Населення — 67 осіб (2011).
У 1975-1998 роках село належало до Седлецького воєводства.

## Демографія
Демографічна структура станом на 31 березня 2011 року:
|          | Загалом | Допрацездатний вік | Працездатний вік | Постпрацездатний вік |
| -------- | ------- | ------------------ | ---------------- | -------------------- |
| Чоловіки | 34      | 11                 | 20               | 3                    |
| Жінки    | 33      | 7                  | 15               | 11                   |
| Разом    | 67      | 18                 | 35               | 14                   |